# Les Contamines-Montjoie
Les Contamines-Montjoie és un municipi francès, situat al departament de l'Alta Savoia i a la regió d'Alvèrnia-Roine-Alps. L'any 1999 tenia 1.129 habitants.
Aquest municipi està situat en una vall orientada de nord a sud, amb la sortida al nord vers Saint-Gervais-les-Bains i al sud, a través del Col du Bonhomme, es pot accedir a Itàlia. La part oriental topa amb el massís del Mont Blanc, amb cims com Dômes de Miage (3673 m) i l'Aiguille de Bionnassay (4052 m). A l'est les muntanyes són més baixes, amb el Mont Joly (2525 m) i les pistes d'esquí.
A la vall també s'hi pot trobar la interessant església de Nôtre-Dame-de-la-Gorge. També s'hi poden trobar els Llacs Jovet (2174 m).